# James Farley

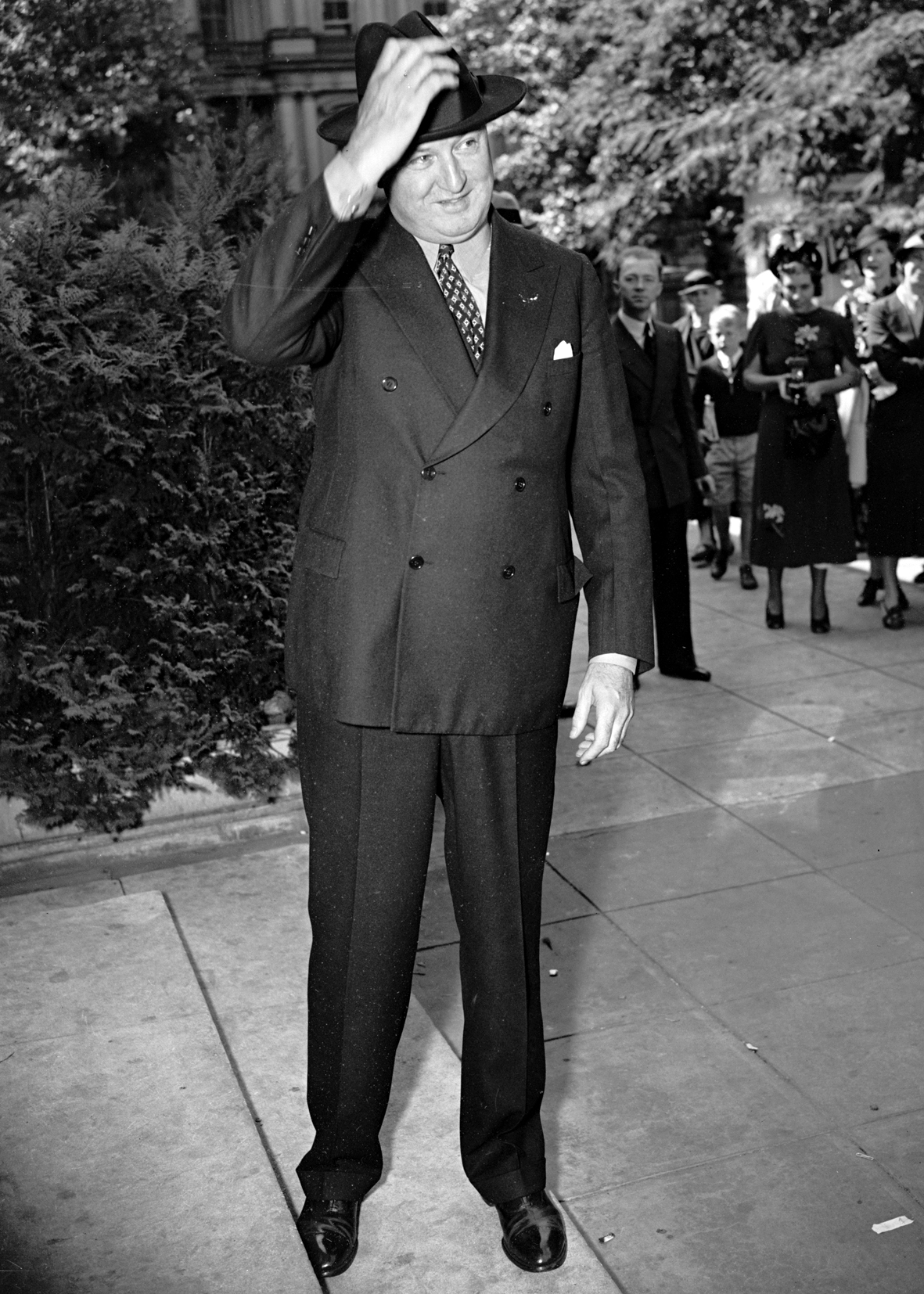
James Farley (1937)

James Aloysius „Jim“ Farley (* 30. Mai 1888 in Grassy Point, Rockland County, New York; † 9. Juni 1976 in New York City) war ein US-amerikanischer Politiker.

## Biografie
Farley begann nach Abschluss der Packard Commercial School seine berufliche Tätigkeit als Stadtschreiber (Township Clerk) seiner Heimatgemeinde Grassy Point von 1912 bis 1919 und wurde dreimal in dieses Amt gewählt. In dieser Zeit stieg er auch innerhalb der Demokratischen Partei auf und war aktiv am Wahlkampf von Al Smith beteiligt. Als dieser 1919 erstmals Gouverneur von New York wurde, erfolgte Farleys Ernennung zum Direktor des New Yorker Hafens; dieses Amt behielt er bis zu dessen Abschaffung durch Smiths Nachfolger als Gouverneur, Nathan Lewis Miller. In der Folgezeit war er Vorsitzender der Demokratischen Partei im Rockland County. Zwischen 1923 und 1924 war er für eine Amtszeit Mitglied der New York State Assembly. 1928 wurde er Sekretär der Demokratischen Partei des Staates New York und war als solcher auch Organisator des erfolgreichen Wahlkampfs von Franklin D. Roosevelt zum Gouverneur von New York. 1930 war er Manager der Kampagne der Wiederwahl von Roosevelt und wurde außerdem zum Vorsitzenden der Demokratischen Partei im Staat New York gewählt.
Überzeugt davon, dass Roosevelt auch die Präsidentschaftswahl 1932 gewinnen könnte, reiste Farley zur Erringung von Unterstützung durch die USA. Auf der Democratic National Convention in Chicago arrangierte er auch das Abkommen mit dem Sprecher des Repräsentantenhauses, John Nance Garner, dass dieser die Nominierung zum Kandidaten für das Amt des US-Vizepräsidenten erhalten würde, wenn Roosevelt die Unterstützung der Delegation aus Texas und Kalifornien bekäme. 1932 wurde er Vorsitzender des Democratic National Committee, der nationalen Organisation der Demokratischen Partei, die auch das Fundraising betreibt und die politischen Positionen der Gesamtpartei darstellt. Dieses Amt behielt Farley bis 1940.
Als Vorsitzender des Democratic National Committee leitete er auch den erfolgreichen Präsidentschaftswahlkampf von Roosevelt. Nach dessen Wahl zum US-Präsidenten wurde Farley von diesem am 4. März 1933 zum Postminister (Postmaster General) in seinem Kabinett ernannt. Er war auch Leiter der erfolgreichen Kampagne zur Wiederwahl Roosevelts bei der Präsidentschaftswahl 1936. Allerdings entwickelte sich in dieser Zeit allmählich ein Riss zwischen dem Präsidenten und Farley. Dieser sprach sich auf der National Convention 1940 in Chicago gegen eine dritte Kandidatur Roosevelts aus und trat am 10. September desselben Jahres als Postminister zurück.
1944 sprach sich erneut als Vorsitzender der Demokratischen Partei New Yorks erfolglos auf der Democratic National Convention nunmehr gegen die vierte Kandidatur Roosevelts als US-Präsident aus. Anschließend zog er sich aus der Politik zurück. Er veröffentlichte seine Autobiografien 1938 unter dem Titel „Behind the Ballots“ und 1948 unter dem Titel „Jim Farley’s Story“.
Farley, ein gläubiger Katholik, war auch Mitglied einiger sozial- und gesellschaftspolitischer katholischer Organisationen wie dem Ancient Order of Hibernians, dem Fraternal Order of Eagles, dem Benevolent & Protective Order of the Elks, der Friendly Sons of St. Patrick sowie der Kolumbusritter. Zuletzt war er von 1966 bis 1976 Mitglied des Dutch Treat Club. Ihm zu Ehren benannt ist der Mount Farley, ein Berg in der Antarktis.
Das von ihm entwickelte Farley-Archiv zur Sammlung und Recherche ehemaliger persönlicher Beziehungen wurde sprichwörtlich.

## Werke
- Behind the Ballots. 1938.
- Jim Farley’s Story. 1948.